# ORJUNA

Abzeichen der ORJUNA

Die Organizacija Jugoslavenskih Nacionalista (Organisation Jugoslawischer Nationalisten), kurz ORJUNA, war eine jugoslawisch-unitaristisch ausgerichtete nationalistische bis faschistische Organisation, die von 1921 bis 1929 im Königreich der Serben, Kroaten und Slowenen bestand. In ihr verband sich der rassistische Glaube an eine einzige jugoslawische Nation mit Antiklerikalismus, Antisemitismus und Antikommunismus zu einer extrem nationalistischen und aggressiven Ideologie. Als eine Art paramilitärische Hilfstruppe des jugoslawischen Innenministeriums ging ORJUNA auch mit gewalttätigen Methoden und Terroraktionen gegen nationalkroatische und kommunistische Opponenten sowie nationale Minderheiten vor. „Separatistische“ kroatische und sozialistische Aktivisten wurden auch durch Mordanschläge bekämpft.
ORJUNA pflegte den Tschetnik-Kult und arbeitete mit den Tschetnik-Verbänden des Kosta Pećanac, Ilija Trifunović und Nikola Pašić zusammen.

## Geschichte
Die Organisation wurde im Jahr 1921 in Split vom Anwalt Vicko Krstulović, Ljubo Neontić, Marko Nani und Edo Bulat als Jugendorganisation mit dem Namen Jugoslavenska Napredna Nacionalistička Omladina (Jugoslawische Fortschrittliche Nationalistische Jugend), kurz JNNO gegründet. Schon 1922 wandelte sie sich unter dem Namen ORJUNA zu einer Organisation, der Personen aller Altersgruppen angehörten. Hauptziel war die Aufrechterhaltung eines unitaristischen jugoslawischen Staates. 
Die ORJUNA stellte sich nicht als politische Partei zu Wahl, ihre Anhänger wählten pro-jugoslawisch orientierte Parteien.
Als im Jahr 1929 der jugoslawische König Alexander I. die Königsdiktatur ausrief und das Parlament auflöste, unterstützte ihn die ORJUNA. Sie wurde aber kurz darauf am 8. März 1929 wie alle anderen politischen Parteien und Organisationen verboten.